# Noc literatury
Noc literatury je každoroční akce, jejímž cílem je zvýšit zájem veřejnosti o literaturu.

## Organizace
Noc literatury je organizována Českými centry a EUNIC (Sdružení evropských nýrodních kulturních institutů).  První ročník se konal v roce 2006. V roce 2021 proběhla v Praze 4 – Braníku a Podolí, podtématem byla voda a život v městské přírodě. Noc literatury představila 20 knih z 19 zemí, počtvrté se četla romská literatura, potřetí ukrajinská. Stálé zastoupení Evropské komise v Praze představilo nezávislou běloruskou literaturu.  V předchozích letech se v Praze četlo například na Malé Straně, v Libni, na Smíchově, Letné, na Žižkově, v Dejvicích, v Karlíně, v Nuslích, v Michli, na Starém a  Nové Městě. V roce 2019 se četlo na Albertově, Vyšehradě a v Podskalí. Předposlední Noc literatury se - navzdory pandemii konala v Praze 10 - Vršovicích. K projektu se každoročně připojují i regionální knihovny po celém Česku.

### Historie
V roce 2006 iniciovala Česká centra  „přehlídku úryvků světové literatury“. První čtení se uskutečnilo v Galerii Českých center v Rytířské a na několika vybraných  místech Prahy. V roce 2011 získala Česká centra grant Culture, díky kterému se projekt European Literature Nights dostal do dalších evropských zemí. Během času se z malého projektu stal rozsáhlý literární festival s mezinárodním přesahem.